# Campo Lugar
Campo Lugar è un comune spagnolo di 1 174 abitanti situato nella comunità autonoma dell'Estremadura.